# イェファー航空基地
イェーファー航空基地（ドイツ語: Fliegerhorst Jever）は、ドイツ連邦共和国ニーダーザクセン州ショルテンスに所在する軍用飛行場。

## 歴史
1925年に飛行場の建設が始まり、1935年5月1日に施設はドイツ国防軍空軍に引き渡された。第二次世界大戦後、飛行場は異なる軍隊が使用することになる。飛行場は戦争による被害をほとんど受ていなかったので、すべての施設は連合国軍に占領され、デンマーク軍部隊と元強制収容者の一時滞在施設として利用された。
1951年にイギリス空軍によって滑走路の舗装工事が始まる。1952年に運用が再開された。1961年に西ドイツ空軍に引き渡され、1964年に飛行運用が実施される。
1961年から1973年まで第26防空ミサイル大隊が配置され、1964年からは空軍武器学校第10教育訓練隊が配置され、F-104戦闘機の教育訓練を担当した。1967年にF-4戦闘機の整備のために第62空軍整備所が設置される。1983年から2005年8月31日まで、トーネード IDS攻撃機を装備した第38戦闘爆撃航空団「フリースラント」が配置されていた。2006年6月には、空軍施設警備大隊が解隊される。

## 配置部隊
- 空軍施設警備連隊分遣隊（空軍）
- イェーファー飛行隊（空軍）
- 第21空軍維持群（空軍）
- 海軍局分所（海軍）
- 連邦軍業務センター分所（国防施設管理・環境保護部）
- ショルテンス衛生センター（救業軍）
- ショルテンス連邦軍調整センター（基盤軍）